# Greg Vaydik
Gregory Vaydik (* 9. Oktober 1955 in Yellowknife, Nordwest-Territorien) ist ein ehemaliger kanadischer Eishockeyspieler, der während seiner Karriere für die Chicago Blackhawks in der National Hockey League spielte.

## Karriere
Greg Vaydik begann seine Laufbahn 1972 bei den Drumheller Falcons in der Alberta Junior Hockey League. Während der Saison 1972/73 ging er zu den Medicine Hat Tigers in die WCJHL und gewann mit der Mannschaft zum Saisonende den President’s Cup. In seiner dritten Saison erzielte er über 100 Punkte für die Medicine Hat Tigers und war drittbester Scorer des Teams. Beim NHL Amateur Draft 1975 wurde er in der ersten Runde als siebter Spieler von den Chicago Blackhawks ausgewählt. Die Saison 1975/76 spielte er bei den Dallas Black Hawks in der Central Hockey League, kam allerdings nur auf 17 Einsätze, da er wegen einer Knieverletzung fast die ganze Saison ausgefallen war. Ein Jahr später gab er sein Debüt für die Blackhawks in der National Hockey League und kam zu fünf Einsätzen, aber keinem Scorerpunkt. Bei den Dallas Black Hawks war er die folgenden zwei Jahre als Stammspieler gesetzt und Vaydik schoss jeweils 29 Tore. 1978 ging er zu den Rochester Americans in die American Hockey League, wo er in 80 Spielen 41 Punkte erzielte. Doch die Rückkehr in die NHL gelang ihm nicht mehr und Greg Vaydik spielte bis 1982 wieder für die Dallas Black Hawks in der Central Hockey League. Nach der Saison 1981/82 beendete er seine Karriere.
Bei der Junioren-Weltmeisterschaft 1975 spielte Greg Vaydik für das Team Kanada und gewann die Silbermedaille. Er kam in drei Spielen zum Einsatz und gab eine Torvorlage.

## Erfolge und Auszeichnungen
- 1973 President’s-Cup-Gewinn mit den Medicine Hat Tigers
- 1975 Silbermedaille bei der Junioren-Weltmeisterschaft